# 蒙哥博雷县
吾哥比里县是柬埔寨班迭棉吉省下辖的一个县。
这里是柬埔寨国王西索瓦的出生地。